# Neile Adams

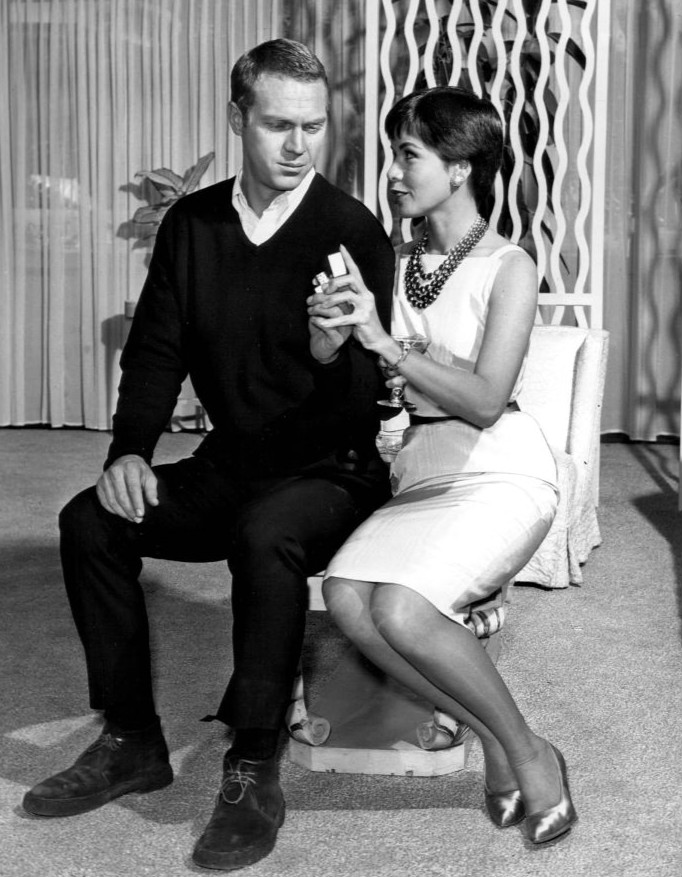
Adams i McQueen en 1960

Ruby Neilam "Neile" Salvador Arrastia (Manila, 10 de juliol de 1932) és una actriu, cantant i ballarina filipina, que ha participat com a actriu en diverses pel·lícules i sèries de televisió entre els anys 1952 i 1991.

## Biografia
Va néixer el 10 de juliol de 1932 a Manila, Filipines. La seva mare, Carmen Salvador y Sulse, era d'ascendència alemanya, espanyola i mestissa, i el seu pare, José Arrastia y Salgado, era d'ascendència espanyola i filipina. La seva mare era ballarina, germana de l'actor i jugador de bàsquet Lou Salvador, pare de nombrosos actors de cinema filipins. El seu pare era un terratinent espanyol establert a les Filipines, fill de Valentín Arrastia y Roncal i de Francisca Salgado y Serrano, una indígena de l'ètnia kapampanga. És tia per part de pare d'Isabel Preysler.
En la seva adolescència, durant l'ocupació de Manila per part de les tropes japoneses en la Segona Guerra Mundial, Adams va treballar com a espia per a la resistència filipina, transportant missatges entre grups de guerrilla. Posteriorment fou ferida per metralla durant l'alliberament de l'illa per part dels aliats.
El primer marit d'Adams va ser l'actor Steve McQueen (entre 1956 i 1972), amb qui va tenir una filla, Terry Leslie (1959–1998) i un fill, Chadwick S. (1960). La influència de Neile Adams amb els seus agents va ajudar McQueen en la seva carrera. Després Neile Adams es va casar amb Alvin Toffel des de 1980 fins a la mort d'aquest en 2005.
El fill d'Adams és l'actor Chad McQueen, el seu net és l'actor Steven R. McQueen (fill de Chad) i la seva néta la també actriu Molly McQueen (filla de Terry).

## Carrera
En 1960, va coprotagonitzar al costat de McQueen i Peter Lorre un episodi de la pel·lícula "Alfred Hitchcock Presents", sobre un breu relat de Roald Dahl basat en la novel·la clàssica de "Man from the South" o "L'home del sud".
Recentment, Adams ha ha presentat el seu propi espectacle de cabaret, sota el seu mateix nom artístic.